# Ł
Ł, ł は、Lにストロークを付した文字で、ポーランド語第16字母。カシューブ語、ソルブ語、ベラルーシ語ラテン文字表記法（Łacinka）にも用いられる。
ポーランド語では、有声両唇軟口蓋接近音 [w] を表す。スラヴ祖語の非硬口蓋化音に由来するため、現在でも L に対応する硬音として扱われ、アナウンサー等は本来の軟口蓋化歯茎側面接近音 [ɫ] で発音する。
ベラルーシ語では、キリル文字は Л に対応し、歯茎側面接近音 [l] で発音される。

## 呼称
- ポーランド語: eł（エウ）

## 符号位置
| 大文字 | Unicode | JIS X 0213 | 文字参照       | 小文字 | Unicode | JIS X 0213 | 文字参照       | 備考 |
| ------ | ------- | ---------- | -------------- | ------ | ------- | ---------- | -------------- | ---- |
| Ł      | U+0141  | 1-10-3     | &#x141; &#321; | ł      | U+0142  | 1-10-14    | &#x142; &#322; |      |